# E. J. Liddell
Eric "E. J." Liddell Jr., né le 18 décembre 2000 à Belleville dans l'Illinois, est un joueur américain de basket-ball évoluant au poste d'ailier fort. Il mesure 1,97 m.

## Biographie

### Carrière professionnelle

#### Pelicans de La Nouvelle-Orléans (2022-2024)
Il est choisi par les Pelicans de La Nouvelle-Orléans en 41e position lors de la draft 2022.
Il signe un contrat two-way avec les Pelicans de La Nouvelle-Orléans en octobre 2022 mais il se blesse quelque temps plus tard et ne joue pas de la saison 2022-2023.
En juillet 2023, il signe un nouveau contrat avec les Pelicans, cette fois-ci de 6,2 millions de dollars sur trois saisons.
En juin 2024, il est transféré vers les Hawks d'Atlanta mais n'est pas conservé.

#### Bulls de Chicago (depuis 2024)
En octobre 2024, il signe un contrat two-way avec les Bulls de Chicago.

## Palmarès
- Third-team All-American – AP, USBWA, NABC, SN (2022)
- First-team All-Big Ten – Media (2022)
- 2× First-team All-Big Ten – Coaches (2021, 2022)
- Big Ten All-Defensive Team (2022)
- Second-team All-Big Ten – Media (2021)
- 2× Illinois Mr. Basketball (2018, 2019)

## Statistiques

### Universitaires
| Saison    | Équipe     | Matchs | Titul. | Min./m | % Tir | % 3pts | % LF | Rbds/m. | Pass/m. | Int/m. | Ctr/m. | Pts/m. |
| --------- | ---------- | ------ | ------ | ------ | ----- | ------ | ---- | ------- | ------- | ------ | ------ | ------ |
| 2019-2020 | Ohio State | 31     | 0      | 16,6   | 46,4  | 19,2   | 71,8 | 3,80    | 0,50    | 0,40   | 0,90   | 6,70   |
| 2020-2021 | Ohio State | 29     | 29     | 29,4   | 47,4  | 33,8   | 74,6 | 6,70    | 1,80    | 0,70   | 1,10   | 16,20  |
| 2021-2022 | Ohio State | 32     | 32     | 33,2   | 49,0  | 37,4   | 76,5 | 7,90    | 2,50    | 0,60   | 2,60   | 19,40  |
| Carrière  | Carrière   | 92     | 61     | 26,4   | 48,0  | 34,1   | 74,9 | 6,10    | 1,60    | 0,50   | 1,60   | 14,10  |